# 大脊突吻鱈
大脊突吻鱈，為輻鰭魚綱鱈形目鼠尾鱈科的其中一種，分布於印度洋海域，體長可達11公分，屬深海底棲性魚類，深度552-1080公尺，棲息在底層水域，生活習性不明。

## 扩展阅读
維基物種上的相關：大脊突吻鱈